# Petar Kostovski
Petar Kostovski (Szkopje, 1925–2004) jugoszláv-macedón nemzetközi labdarúgó-játékvezető.

## Pályafutása

### Nemzeti kupamérkőzések
Vezetett Kupa-döntők száma: 1.

#### Jugoszláv Kupa
| Időpont         | Helyszín                       | Mérkőzés típusa        | Mérkőzés                       | Eredmény | Nézők száma |
| --------------- | ------------------------------ | ---------------------- | ------------------------------ | -------- | ----------- |
| 1971. május 26. | Crvena Zvezda Stadion, Belgrád | második döntő mérkőzés | FK Crvena zvezda–Sloboda Tuzla | 2 : 0    | 51 328      |

### Nemzetközi játékvezetés
A  Jugoszláv labdarúgó-szövetség Játékvezető Bizottsága (JB) terjesztette fel nemzetközi játékvezetőnek, a Nemzetközi Labdarúgó-szövetség (FIFA) 1970-től tartotta nyilván bírói keretében. Több nemzetek közötti válogatott és klubmérkőzést vezetett vagy partbíróként tevékenykedett. A jugoszláv nemzetközi játékvezetők rangsorában, a világbajnokság-Európa-bajnokság sorrendjében többedmagával a 15. helyet foglalja el 1 találkozó szolgálatával. Az aktív nemzetközi játékvezetéstől 1972-ben búcsúzott. Válogatott mérkőzéseinek száma: 1.

#### Európa-bajnokság
Az európai-labdarúgó torna döntőjéhez vezető úton Belgiumba a IV., az 1972-es labdarúgó-Európa-bajnokságra az UEFA JB játékvezetőként foglalkoztatta.
| Időpont            | Helyszín                      | Mérkőzés típusa           | Mérkőzés           | Eredmény | Nézők száma |
| ------------------ | ----------------------------- | ------------------------- | ------------------ | -------- | ----------- |
| 1970. november 15. | Marcel Saupin Stadion, Nantes | előselejtező (7. csoport) | Ciprus–Szovjetunió | 1 : 3    | 8 980       |